# 星湖街
星湖街是苏州工业园区的主要南北向道路之一，北起阳澄湖畔，南到车坊镇蔺谊路。“湖”字指金鸡湖。
沿途的主要建筑有沪宁城铁苏州园区站、轨交星湖街站、园区行政中心。